# Wielkie
Wielkie (prononciation : [ˈvjɛlkʲɛ]) est un village polonais de la gmina d'Abramów dans le powiat de Lubartów de la voïvodie de Lublin dans l'est de la Pologne.
Il se situe à environ 3 kilomètres à l'ouest de Abramów (siège de la gmina), 23 kilomètres à l'ouest de Lubartów (siège du powiat) et 31 kilomètres au nord-ouest de Lublin (capitale de la voïvodie).
Le village comptait approximativement une population de 534 habitants en 2010.

## Histoire
De 1975 à 1998, le village est attaché administrativement à l'ancienne Voïvodie de Lublin.

Depuis 1999, il fait partie de la nouvelle voïvodie de Lublin.